# Sebastian Huber (Footballspieler)
Sebastian Huber (* 9. Januar 2000) ist ein österreichischer American-Football-Spieler auf der Position des Linebackers.

## Werdegang
Huber begann 2015 bei den Salzburg Ducks mit dem American Football. 2016 gewann er mit der U17-Mannschaft der Ducks den 9-Men-Cup. 2017 schloss sich Huber der Western Yell County High School an, an der er für die Wolverines aktiv war. 2018 kehrte er nach Europa zurück und spielte fortan für die Kirchdorf Wildcats. In seinem ersten Jahr gewann er mit den Wildcats den Bayerischen U19-Meistertitel. Zur GFL-Saison 2019 wurde er in den Herrenkader aufgenommen. In sechs Spielen erzielte er zehn Tackles und einen Pass-Break-up. 2020 erhielt Huber ein Stipendium vom New Mexico Military Institute, einem Junior College in Roswell, New Mexico.
Für die Saison 2022 der European League of Football (ELF) wurde Huber von den Vienna Vikings unter Vertrag genommen. Er kam in der regulären Saison in acht Spielen zum Einsatz und verzeichnete dabei sechs Tackles. Mit den Vikings gewann er das ELF Championship Game in Klagenfurt gegen die Hamburg Sea Devils. Im Dezember 2022 gaben die Raiders Tirol bekannt, Huber für die ELF-Saison 2023 verpflichtet zu haben.

## Privates
Huber studiert seit dem Herbst 2022 an der Universität Innsbruck.